# Aline Deparis
Aline Lucia Deparis (Viadutos, 16 de novembro de 1984), é uma empresária brasileira que comanda a Privacy Tools é membro do conselho de outras empresas de tecnologia. Em 2021, foi eleita uma das 100 melhores CEO de startups de tecnologia no mundo, de acordo com o ranking da revista Polonesa Sulma&Sulma, sendo a única mulher brasileira no ranking. Em 2019, foi a pessoa mais jovem a assumir a presidência da Assespro-RS, entidade que comandou durante o biênio 2019/2020. No mesmo ano foi presidente do CETI (Conselho das Empresas de TI) até 2021, sucedendo Magnum Folleto, presidente da Internet Sul. Em 2023, foi eleita uma das 30 mulheres de negócios mais influentes segundo a Viva Technology.

## Biografia
Filha de italianos, Aline nasceu e cresceu na pequena cidade de Viadutos (Rio Grande do Sul) onde trabalhava na roça desde pequena para ajudar no sustento da família. Com mais idade fez magistério, passou em um concurso público, mas quis apostar em cursar ensino superior e passou na UERGS para fazer pedagogia, foi morar em Porto Alegre, capital gaúcha, mas em seguida trocou para cursar administração com ênfase em análises de sistemas na PUCRS.
Formada em administração pela PUCRS, em 2008, conseguiu transformar o mercado de TI com três empresas que atingiram notoriedade em seus segmentos. A Maven, sua primeira empresa, é líder nacional no segmento de publicação digital; A Trubr foi pioneira no uso de blockchain para identidade digital no Brasil; A Privacy Tools, ferramenta para LGPD, terceiro empreendimento, é a primeira privacytech brasileira e que multiplicou por 10 o crescimento desde 2019.
Em 2019 Aline Deparis foi eleita como a nova presidente da Associação das Empresas Brasileiras de Tecnologia da Informação regional do Rio Grande do Sul (Assespro-RS) para o biênio 2019-2020. No ano seguinte foi presidente do CETI (Conselho das Empresas de TI) até 2021, sucedendo Magnum Folleto, presidente da Internet Sul.
Nos últimos anos Aline esteve a frente de debates importantes junto à iniciativa privada e instituições públicas, com destaques para o webinar "Prevenção à fraudes" que moderou o painel com o ex-ministro Sergio_Moro e Fabrício da Mota Alves.
Com forte atuação governamental, Aline participou ainda em 2019 da missão do estado do Rio Grande do Sul na Europa para trazer novas tecnologias, parcerias e inovações para os serviços públicos. Na ocasião Aline visitou centros de inovação e pesquisa de Israel, Estônia e Suécia.
Durante a pandemia do COVID-19, Aline participou de debates junto ao poder público quanto ao distanciamento social e prazos para abertura e fechamento de estabelecimentos da cidade de Porto Alegre comandada pelo então prefeito Nelson_Marchezan_Júnior.
Com a atuação em Blockchain a Aline foi eleita como membro do conselho do Icolab, um instituto de pesquisa aplicada em Blockchain com reconhecida atuação no mercado nacional.
Com a missão de evangelizar órgãos públicos quanto à importância de uma economia descentralizada, Aline promoveu debates e projetos na prefeitura de Farroupilha para uma identidade digital integrada com a economia local.
Com a volta dos eventos presenciais no Brasil, Aline foi escolhida em 2022 como palestrante em destaque internacional no evento South Summit, na cidade de Porto Alegre, fato que voltou a se repetir em 2023, na segunda edição do evento.
Em entrevista para a Forbes em 2021, Aline disse:  “Acho que eu trabalho desde quando aprendi a ler”.

## Premiações
- 2021 - Finalista do Women in Tech Awards - Premiação Global.[3]
- 2023 - Top 30 Women Female Founder Challenge - Global.[27]